# Vestigia ecclesiae

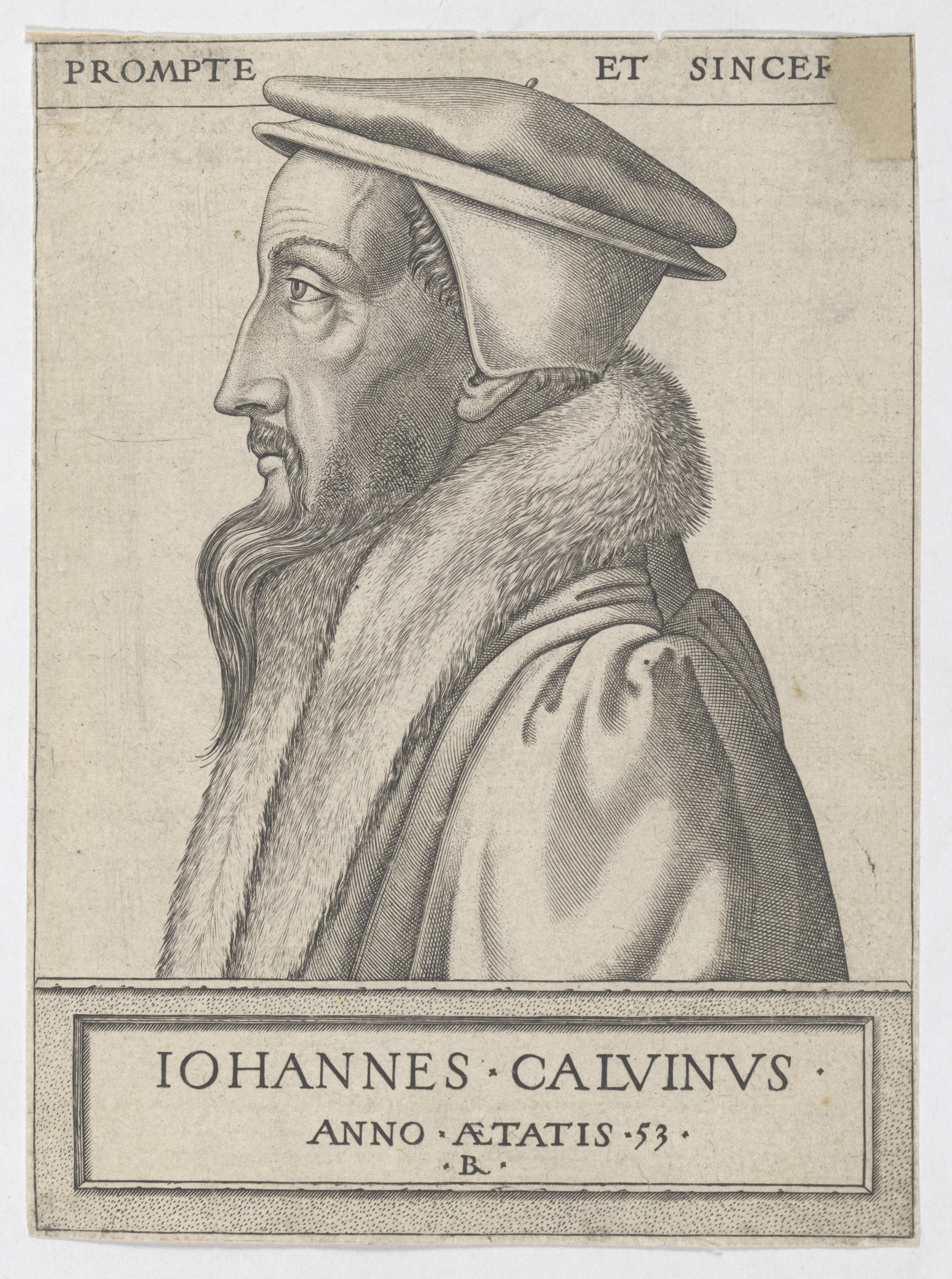
„Trotzdem … sprechen wir auch heute den Papisten nicht ab, was der Herr unter ihnen als Spuren der Kirche aus der Zerrüttung hat übrigbleiben lassen wollen. … Oft werden ja Bauwerke so niedergerissen, daß doch Fundamente und Ruinen übrigbleiben. Ebenso hat es Gott … doch gewollt, daß aus der Verwüstung noch ein halbeingestürztes Bauwerk übrigblieb.“ (Institutio IV, 2, 11)

Vestigia ecclesiae (lateinisch: „Spuren von Kirche“) ist ein von Jean Calvin geprägter Begriff, der in manchen Konfessionen genutzt wird, um zu verdeutlichen, dass es Kirche außerhalb der eigenen Glaubensgemeinschaft gibt.

## Jean Calvin
Calvin befasste sich in seinem Hauptwerk Institutio Christianae Religionis mit der Frage, ob die Papstkirche überhaupt Kirche im eigentlichen Sinn sei. Die Kennzeichen (signa, nota) der wahren Kirche, so meinte er, fehlten ihr: das Evangelium werde nicht richtig gepredigt und die Sakramente würden sowohl in der Theorie als auch in der Praxis nicht recht gespendet. Trotzdem erkannte Calvin, anders als Philipp Melanchthon, in der Papstkirche noch Elemente von Kirche, die er Spuren (vestigia), gelegentlich auch Reste (reliquia) nannte. Diese Begriffe waren abwertend gemeint, da Calvins Einstellung gegenüber der römisch-katholischen Kirche negativ war. Sie haben die Konnotation einer in Trümmern liegenden Ruine, so dass man fragen kann, ob vestigia überhaupt Kirchesein meint oder eher eine Erinnerung an einstiges, jetzt aber verlorenes Kirchesein.

## Ökumenischer Rat der Kirchen
Auf der ersten ÖRK-Vollversammlung Amsterdam 1948 war die Frage virulent, ob die Delegierten die je anderen Kirchen als Kirche anerkennen konnten; in der Vergangenheit hatte man sich das Kirchesein meist gegenseitig bestritten. Willem Adolf Visser ’t Hooft, der aus evangelisch-reformierter Tradition stammende Generalsekretär, schlug vor, „dass jede Kirche bei ihren Schwesterkirchen im Rate zum mindesten die vestigia ecclesiae erkennt, also die Tatsache, dass die Kirche Christi irgendwie auch in ihnen vorhanden … ist.“
Die Erklärung von Toronto (1950) entfaltete diesen Gedanken, wobei der Sprachgebrauch zwischen „Spuren“ und „Elementen“ schwankt: „Allgemein wird in den verschiedenen Kirchen gelehrt, dass andere Kirchen bestimmte Elemente der wahren Kirche haben, die in manchen Traditionen vestigia ecclesiae genannt werden.“ Aufgezählt werden Wortverkündigung, Bibelauslegung, Sakramentsverwaltung. Bei diesen Elementen handle es sich keineswegs um „blasse Schatten“; sie enthielten eine Verheißung und  seien hoffnungsvolle Zeichen. Die Metapher wird ins Positive gewendet: Die Kirchen sollten diesen Spuren bei ihren Schwesterkirchen nachgehen (The ecumenical movement is based upon the conviction that these “traces” are to be followed).
Die Toronto-Erklärung grenzte sich von der negativen Konnotation ab, die der Begriff bei Calvin hat, und erläuterte: „Denn was sind denn diese Elemente? Keine toten Überreste der Vergangenheit, sondern machtvolle Instrumente, durch die Gott sein Werk tut.“

## Römisch-katholische Kirche
In der ersten Hälfte des 20. Jahrhunderts nahmen katholische Theologen Calvins Motiv der vestigia auf. Yves Congar widmete dem Begriff 1952 einen eigenen Artikel. Statt von „Spuren“ bevorzugte Congar die Rede von „Elementen“ des Kircheseins, und dies ist dann auch der Sprachgebrauch des Zweiten Vatikanischen Konzils:
- Die Kirche Jesu Christi „ist verwirklicht (subsistit) in der römisch-katholischen Kirche … Das schließt nicht aus, dass außerhalb ihres Gefüges vielfältige Elemente der Heiligung und der Wahrheit zu finden sind, die als der Kirche Christi eigene Gaben auf die katholische Einheit hindrängen.“ (Lumen gentium 8)
- „Hinzu kommt, dass einige, ja sogar viele und bedeutende Elemente oder Güter, aus denen insgesamt die Kirche erbaut wird und ihr Leben gewinnt, auch außerhalb der sichtbaren Grenze der katholischen Kirche existieren können …“ (Unitatis redintegratio 3)

Walter Kasper verfasste während des Konzils einen Artikel über den Kirchencharakter nichtkatholischer Kirchen. Darin erläuterte er Calvins Begriff vestigia ecclesiae und zeichnete den Bedeutungswandel nach, den dieser Begriff in der ökumenischen Bewegung erfahren habe: Waren die „Spuren“ für Calvin eher tote Überreste der Vergangenheit, so sehe man sie im 20. Jahrhundert als „verheißungsvolle Anknüpfungspunkte.“